# アヴニール〜未来〜
『アヴニール〜未来〜』は、飯田圭織の3rdアルバム。2004年12月29日にアップフロントワークス（地中海/zetimaレーベル）から発売された。

## 収録曲
全編曲：前野知常（特記以外）
1. 未来図
作詞：佐藤純子　作曲：Rie
2. 歩いてゆこう…未来へ
作詞：飯田圭織　作曲：芹沢和則
3. ドアの向こうでBellが鳴ってた
作詞：三浦徳子　作曲：つんく　編曲：馬飼野康二
4. 情熱のトビラ
作詞：渡辺なつみ　作曲：芹沢和則
5. 真珠貝
作詞：渡辺なつみ　作曲：金田一郎
6. 私の中にいて
作詞：並河祥太　作曲：羽場仁志
7. 旋律
作詞：岩里祐穂　作曲：たいせい
8. エーゲ海に抱かれて
作詞：三浦徳子　作曲：つんく
9. 世界でいちばんきれいな星空
作詞：岩里祐穂　作曲：松尾清憲
10. 真冬の輪舞曲
作詞：佐藤純子　作曲：芹沢和則
11. さよならまでにしたい10のこと
作詞：岩里祐穂　作曲：羽場仁志
12. ありふれた奇跡
作詞：佐藤純子　作曲：因幡晃